# HD 222060
HD 222060 eller HR 8957 är en ensam stjärna belägen i den mellersta delen av stjärnbilden Oktanten. Den har en skenbar magnitud av ca 5,98 och är svagt synlig för blotta ögat där ljusföroreningar ej förekommer. Baserat på parallax enligt Gaia Data Release 3 på ca 6,09 mas, beräknas den befinna sig på ett avstånd på ca 536 ljusår (164 parsek) från solen. Den rör sig bort från solen med en heliocentrisk radialhastighet på ca 2,3 km/s.

## Egenskaper
HD 222060 är en orange till gul jättestjärna av spektralklass K0 II-III, som för närvarande befinner sig på den röda jättegrenen) och genererar energi genom kärnfusion av väte i ett skal kring heliumkärnan. Spektralklassen anger ett mellanstadium mellan jätte och ljusstark jätte. Den har en massa som är lika med ca 3,2 solmassor, en radie som är ca 12,6 solradier och utsänder energi från dess fotosfär motsvarande ca 102 gånger solen vid en effektiv temperatur av ca 5 200 K. Stjärnan har metallicitet ungefär lika med den hos solens.